# 보산로
보산로(Bosan-ro)는 전북특별자치도 남원시 도통동 갈치삼거리에서 장수군 산서면 산서사거리를 잇는 도로이다

## 주요 경유지
전북특별자치도
- 남원시 (도통동 - 보절면) - 장수군 (산서면)

## 노선
| 이름           | 접속 노선                 | 소재지 | 소재지 | 비고 |
| -------------- | ------------------------- | ------ | ------ | ---- |
| 갈치삼거리     | 국도 제19호선 (요천로)    | 남원시 | 도통동 |      |
| 괴양삼거리     | 보덕길                    | 남원시 | 보절면 |      |
| 괴양교         |                           | 남원시 | 보절면 |      |
| 진기교         |                           | 남원시 | 보절면 |      |
| 덕보삼거리     | 덕괴남길 신흥2길          | 남원시 | 보절면 |      |
| 신파교         |                           | 남원시 | 보절면 |      |
| 황벌교         |                           | 남원시 | 보절면 |      |
| 의황교         |                           | 남원시 | 보절면 |      |
| 성남교         |                           | 남원시 | 보절면 |      |
| 약샘고개       |                           | 장수군 | 산서면 |      |
| 이룡삼거리     | 지방도 제751호선 (장남로) | 장수군 | 산서면 |      |
| 이룡교         |                           | 장수군 | 산서면 |      |
| 신서삼거리     | 국도 제13호선 (비행로)    | 장수군 | 산서면 |      |
| 비행로 와 직결 |                           |        |        |      |

## 주요 시설및 건물
- 남원보절우체국 (보산로 927/신파리 901)
- HD현대오일뱅크 남원농협 주유소 보절지점 (보산로 949/신파리 855-6)
- 농협 남원농협 보절지점 (보산로 949/신파리 855-7)